# Gryllacris nigroaeniculata
Gryllacris nigroaeniculata är en insektsart som beskrevs av Brunner von Wattenwyl 1888. Gryllacris nigroaeniculata ingår i släktet Gryllacris och familjen Gryllacrididae. Inga underarter finns listade i Catalogue of Life.